# Neblinaria
Neblinaria es un género botánico perteneciente a la familia Bonnetiaceae. Contiene dos especies.

## Especies seleccionadas
- Neblinaria celiae Maguire
- Neblinaria rubicunda Sastre